# Rock Island (Oklahoma)
Rock Island é uma cidade  localizada no estado norte-americano de Oklahoma, no Condado de Le Flore.

## Demografia
Segundo o censo norte-americano de 2000, a sua população era de 709 habitantes.
Em 2006, foi estimada uma população de 740, um aumento de 31 (4.4%).

## Geografia
De acordo com o United States Census Bureau tem uma área de
31,5 km², dos quais 31,3 km² cobertos por terra e 0,2 km² cobertos por água.

## Localidades na vizinhança
O diagrama seguinte representa as localidades num raio de 16 km ao redor de Rock Island.